# Graaf (gruppo musicale)
Le Graaf erano un duo musicale svedese attivo fra il 1998 e il 2001 e formato dalle sorelle Hannah e Magdalena Graaf.

## Carriera
Hannah e Magdalena Graaf si sono fatte conoscere nel corso degli anni '90 come modelle: i loro scatti sono apparsi sulle riviste svedesi Slitz, Café e Moore. Nel 1998 hanno avviato la loro carriera musicale firmando un contratto discografico con la Sony BMG e pubblicando il singolo di debutto You Got (What I Want), che ha raggiunto la 3ª posizione nella classifica svedese. Il singolo successivo, Give It Up, ha scalato la hit parade nazionale fino alla 7ª posizione e ha anticipato l'album di debutto del duo, Graaf Sisters. Il disco ha debuttato al 16º posto in classifica in Svezia ed è entrato anche nella Suomen virallinen lista finlandese, dove ha raggiunto la 26ª posizione. Un terzo singolo estratto, Never Never, si è fermato alla 16ª posizione in Svezia. Hannah e Magdalena Graaf hanno cessato la loro collaborazione musicale nel 2001, rimanendo comunque attive nel settore dell'intrattenimento in madrepatria.

## Discografia

### Album
- 1998 – Graaf Sisters

### Singoli
- 1998 – You Got (What I Want)
- 1998 – Give It Up
- 1999 – Never Never
- 1999 – Heartbreaker